# William Stanley Jevons
William Stanley Jevons (Liverpool, 1 de septiembre de 1835 - Hastings, 13 de agosto de 1882) fue un economista, filósofo y lógico inglés.

## Biografía
William Jevons nació en una familia de comerciantes de buena posición económica que se arruinó antes de que pudiera terminar los estudios que realizaba en el University College de Londres. Tras abandonar los estudios en 1854, viajó a Sídney, Australia, donde trabajó en la Casa de la Moneda. Se interesó por la economía política y por la lógica, disciplina que a partir de los intentos de Boole de asemejar la notación lógica con la notación algebraica —cabe resaltar que tanto la economía como la lógica eran dos disciplinas naif y preaxiomáticas que Jevons ayudó a axiomatizar y ordenar—. Regresó a Londres en 1859 para escribir obras de contenido económico, exponiendo, de forma contemporánea a Carl Menger, la teoría marginalista.
La teoría marginalista desechó la del valor-trabajo que heredó de la escuela clásica. Se enfoca —por medio de la subjetividad— en la satisfacción del consumidor, concepto al que denominó utilidad marginal. Fue uno de los primeros en introducir el rigor matemático en la economía.
En 1866 Jevons fue nombrado profesor de política económica del Owens College de Mánchester y desde 1876 del University College de Londres.
A comienzo de la década de 1870, simultáneamente a otros trabajos de Walras y Menger, publicó una elaborada síntesis de las teorías del consumo, del intercambio y de la distribución, asentando así las bases para la «revolución marginalista» que le siguió.
Considera que la utilidad solo puede ser medida en términos ordinales y que la utilidad proporcionada por un bien es inversamente proporcional a la cantidad de ese bien previamente poseída. Establece claramente la diferencia entre utilidad total y lo que llamó "grado final de utilidad», que después recibió el nombre de utilidad marginal.
Afirmó que "el valor del trabajo debe determinarse a partir del valor del producto y no el valor del producto a partir del valor del trabajo»,[citar fuente] contradiciendo así la teoría clásica de la tradición ricardiana y marxista.
Durante su vida en Inglaterra escribió varias obras de contenido económico, en las cuales expuso los principios de la teoría marginalista, además de elaborar una hipótesis de la renta, del interés y de la productividad del capital, entre los diversos temas que abordó.
Estas fueron sus palabras:

«Uno de los más importantes axiomas es que a la vez que aumenta la cantidad de cualquier bien que un hombre tiene que consumir, por ejemplo la simple comida, la utilidad o beneficio que se deriva de la última porción usada disminuye en grado».
(W. S. Jevons, carta enviada a su hermano en 1860)

La reflexión e investigación repetidas me han conducido a una opinión un tanto insólita de que el valor depende completamente de la utilidad. Las opiniones prevalecientes afirman que el trabajo y no la utilidad es el origen del valor; y existen incluso algunos que aseguran que el trabajo es la causa del valor. Por el contrario, he mostrado que sólo tenemos que buscar con cuidado las leyes naturales de la variación de la utilidad, como dependientes de la cantidad de mercancías que poseemos, con el fin de llegar a una teoría del cambio satisfactoria, de la cual las leyes ordinarias de la oferta y la demanda son una consecuencia necesaria.
Teoría de la economía política (Theory of political economy)

El final de William Stanley Jevons fue trágico. A lo largo de su vida tuvo muchas enfermedades que lo obligaban a pasar largas temporadas curándose en balnearios. Curiosamente, no falleció víctima de su delicada salud, sino ahogado en una piscina de uno de estos balnearios. A su muerte, con 47 años, dejó varios libros inconclusos.

## Obra

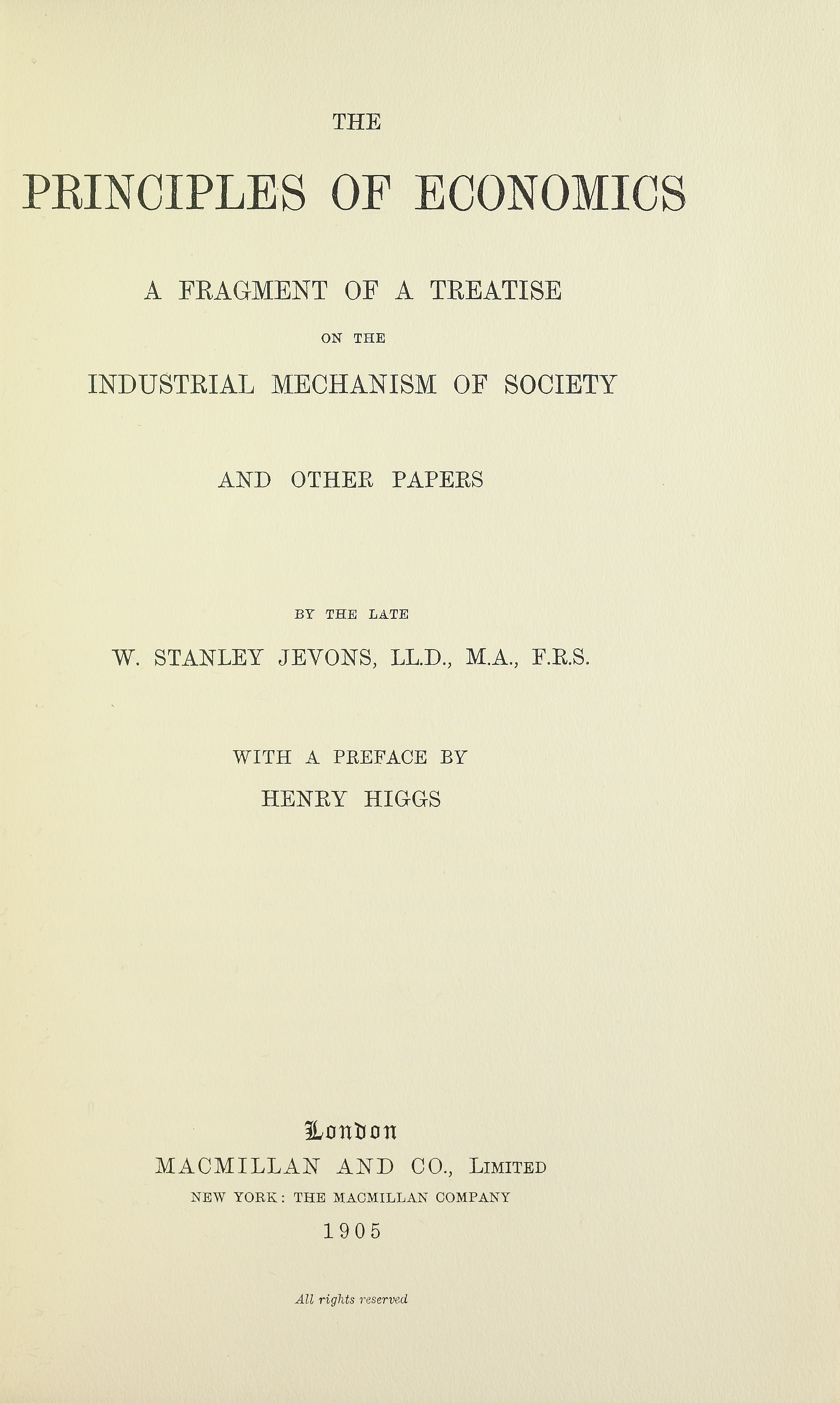
Principles of economics, 1905

William Stanley Jevons ha sido probablemente uno de los personajes enigmáticos en la historia del pensamiento económico. A pesar de que sus ideas fueron originales y notables en ocasiones, no dejó tantos seguidores ni tampoco una escuela de pensamiento. Sin embargo, su corta vida estuvo llena de realizaciones y sus ideas sentaron las bases de una revolución en el pensamiento económico: la revolución marginalista.

## Lógica
Construyó la primera máquina lógica que tuvo capacidad suficiente para resolver un problema complicado en menor tiempo que el requerido para resolver ese mismo problema sin la ayuda de la máquina. Ocupó la cátedra de «profesor de lógica y filosofía mental y moral» en la Universidad de Mánchester.

## Trabajos
- The Coal Question  (1865)
- Substitution of similars the true principle of reasoning (1869)
- Theory of political economy (1871, 2. Aufl. 1879), worin er nationalökonomische Lehrsätze in mathematischer Form entwickelt
- The principles of science: a treatise on logic and scientific method (1874, 2 Bde.; 2. Aufl. 1877), in welchem er sich den Ansichten Booles nähert
- Elementary lessons in logic (7. Aufl. 1879)
- Money and the mechanism of exchange (1875, 4. Aufl. 1878; deutsch, Leipz. 1876)
- Studies in deductive logic (1880, 2. Aufl. 1884)
- The state in relation to labour (1882)
- On the Mechanical Performance of Logical Inference (Philosophical Transactions of the Royal Society, Vol. 160, 1870, pp. 497-518)

Después de que su muerte todavía fueron publicadas:
- Methods of social reform, and other papers (1883)
- Investigations in currency and finance (1884)
- Journals and letters (hrsg. von seiner Witwe, 1886)